# Lexus GX
A Lexus GX egy luxusterepjáró, amelyet a japán Lexus cég gyárt 2002 óta. Összesen 2 generációja van.

## Generációi

### J120 (2002–2009)

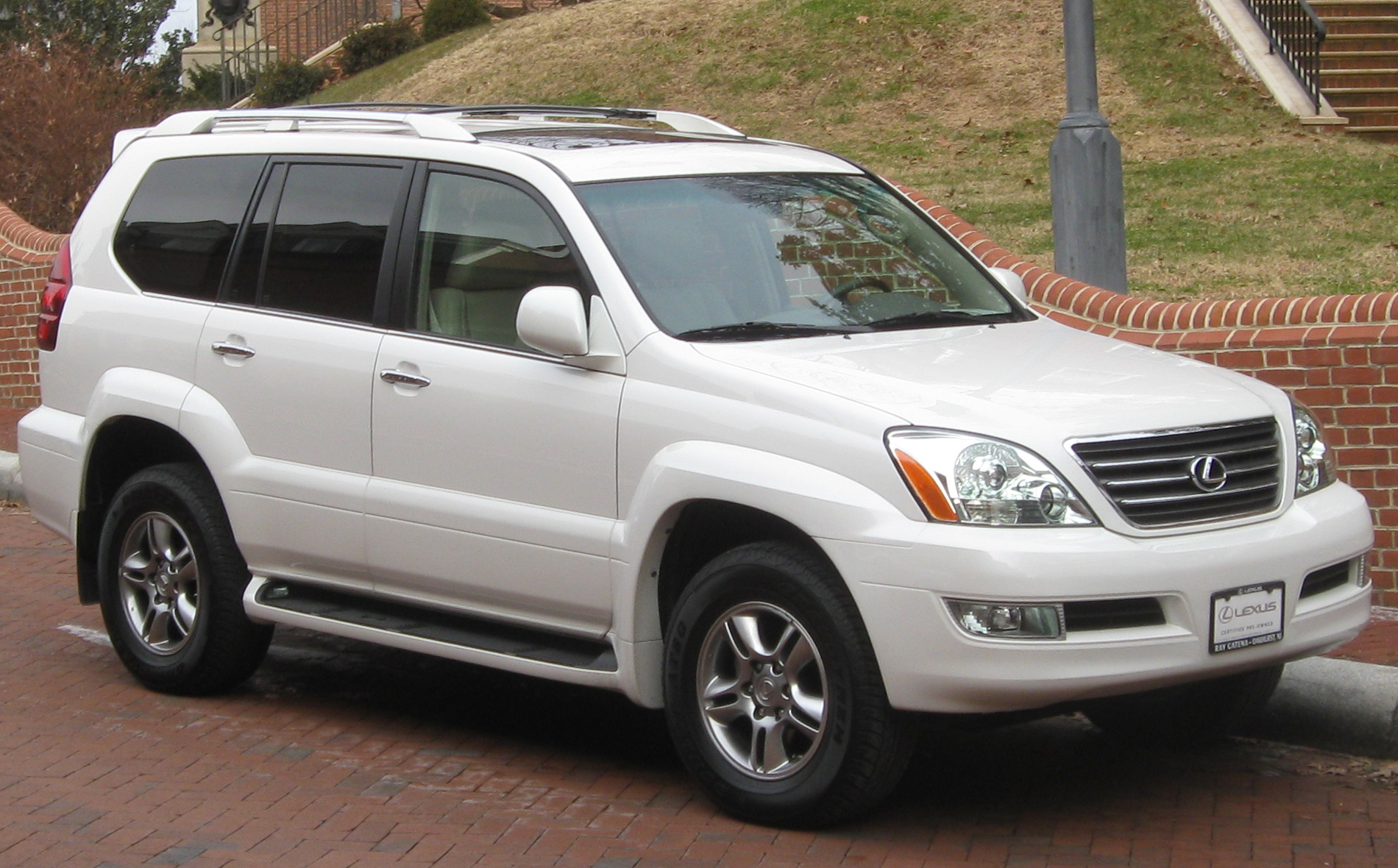
Lexus GX 2002–2009

Az J120 az első generáció. A gyár 2002-től 2009-ig készítette a modelleket.

### J150 (2009-2023)

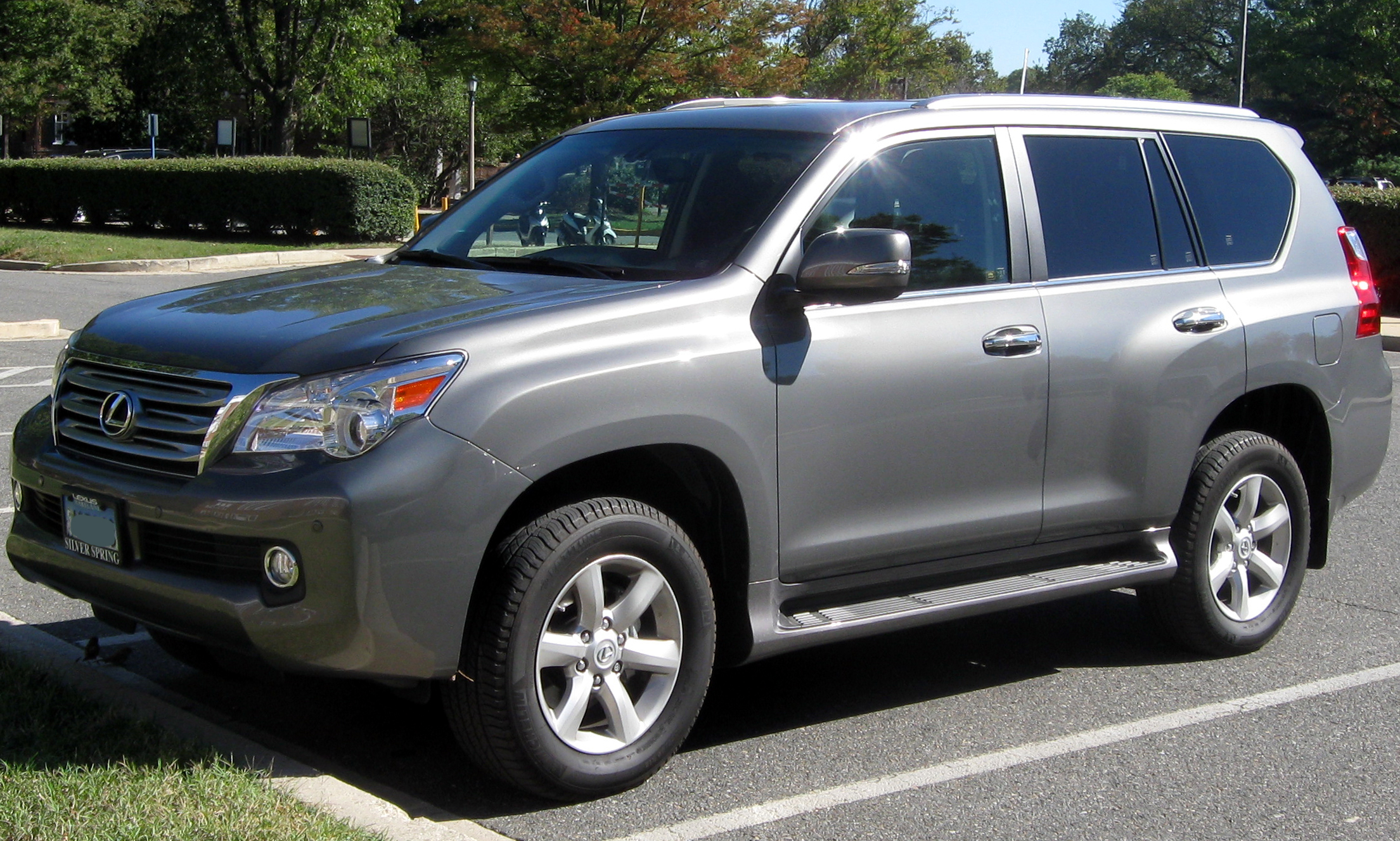
Lexus GX 2009-2023

Az J150 a második generáció. A gyár 2009-től 2023-ig készíti a modelleket.

### J250 (2023-től)

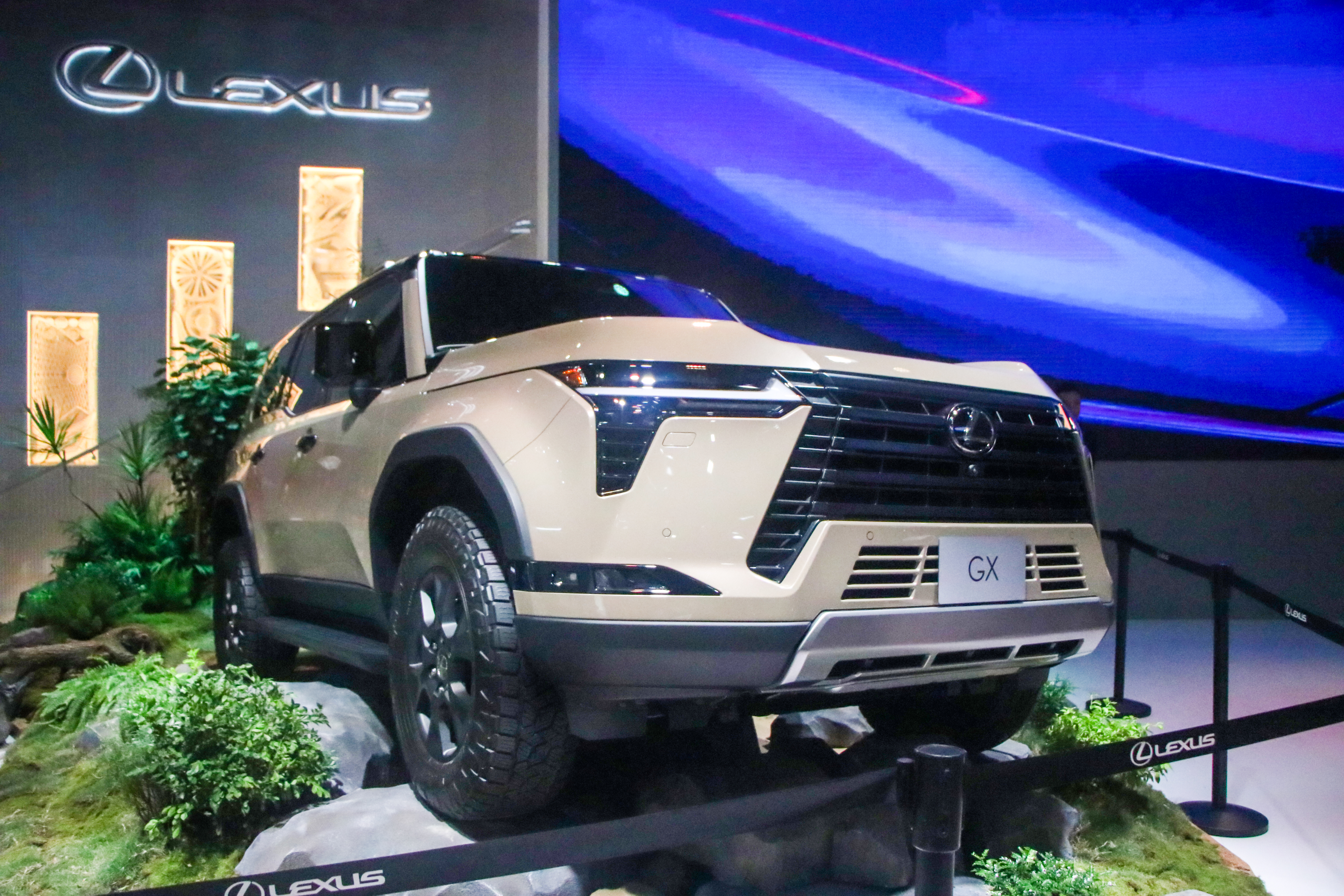
Lexus GX 2023-tol

A J250 a harmadik generáció. A gyár 2023-től készíti a modelleket.

## Fordítás
- Ez a szócikk részben vagy egészben  a   Lexus GX című angol Wikipédia-szócikk fordításán alapul.  Az eredeti cikk szerkesztőit annak laptörténete sorolja fel. Ez a jelzés csupán a megfogalmazás eredetét és a szerzői jogokat jelzi, nem szolgál a cikkben szereplő információk forrásmegjelöléseként.